# Осман дан Фодио
Осма́н дан Фодио́ (араб. عثمان دان فوديو‎, имя при рождении Осман бии Фодио, также известен как шейх Осман ибн Фодио, шейх Охман дан Фиди и шейх Осман дан Фодио, Отман дан Фодио (1754—1817) — основатель халифата Сокото в 1809 году, религиозный учитель, писатель и распространитель ислама. 
Дан Фодио происходил из класса городских этнических фульбе, живущих в государствах хауса (на территории современной Нигерии). Учитель маликитской школы права и кадырского ордена суфизма, он жил в городе-государстве Гобир до 1802 года, когда, руководствуясь своими реформистскими идеями и в связи с усилением репрессий со стороны местных властей, увёл своих последователей в изгнание. Это изгнание стало началом политической и социальной революции, которая из Гобира распространилась на всей территории современных Нигерии и Камеруна, а также была поддержана этническими фульбе, начавшими джихад по всей Западной Африке. Дан Фодио отказался от каких-либо «помпезных» элементов во время своего правления, и несмотря на то, что контакты с религиозными реформаторами и лидерами джихада по всей Западной Африке расширялись, он в скором времени передал фактическое руководство государством Сокото своему сыну, Мухаммаду Белло.
Осман дан Фодио написал более ста книг о религии, правительстве, культуре и обществе. Он критиковал современную ему африканскую мусульманскую элиту общества за её жадность, тайную приверженность язычеству и нарушение норм шариата, а также за устанавливаемые чрезмерно тяжёлые налоги. Он пропагандировал всеобщую грамотность и образование, в том числе для женщин, и одна из его дочерей — Нана Асмау — стала учёной и писательницей. Его труды и высказывания массово цитируют в Западной Африке и сегодня, а в Нигерии часто ласково называют «Шеху». Некоторые последователи считают дан Фодио мухаддидом, боговдохновенным «реформатором ислама».
Восстание дан Фодио является основным эпизодом периода так называемой «гегемонии фульбе» в семнадцатом, восемнадцатом и девятнадцатом веках. В это время джихад успешно вёлся в Фута-Бунду, Фута-Джалон и Фута-Тооро между 1650 и 1750 годами, что привело к образованию этих трёх государств. В свою очередь, дан Фодио вдохновил ряд последующих западноафриканских правителей на джихад, в том числе основателя Масинской империи Секу Амаду, основателя Тиджании Эль-Хадж Омара, который женился на одной из внучек дан Фодио, и Модибо Адама, основателя эмирата Адамава.

## Образование
Дан Фодио был хорошо образован в области классической исламской науки, философии и теологии и стал почитаемым религиозным мыслителем. Его учитель Умар ибн Джибриль утверждал, что религиозное движение может создать идеальное общество, свободное от гнёта и порока, и что это его долг. Другим его учителем был североафриканский мусульманский алим, который дал своему ученику более широкое представление о реформаторских идеях мусульман в других частях мусульманского мира. Дан Фодио использовал своё влияние, чтобы получить разрешение на создание религиозной общины в своём родном городе Дегеле, которая, как дан Фодио надеялся, станет моделью города. Он оставался там в течение двадцати лет, учительствуя, проповедуя и занимаясь литературным трудом.
В 1802 году правитель Гобира и один из учеников дан Фодио, Инфа, пошёл против него, отменил автономию Дегеля и попытался убить дан Фодио. Дан Фодио и его последователи бежали на запад, в саванны рядом с городом Гуду, где попросили помощи у местного кочевого народа фулани. В своей книге Tanbih al-ikhwan ’ala ahwal al-Sudan («О правительстве нашей страны и сопредельных государствах в Судане») Осман писал: «Правительство страны — это правительство её короля, без вопросов. Если король мусульманин — то и страна мусульманская, если король неверующий — то и страна его страна неверующих. В этих условиях является обязательным для каждого покинуть её и уйти в другую страну». Осман сделал именно это, когда покинул Гобир в 1802 году. После этого Инфа обратился за помощью к другим правителям городов хауса, предупреждая их, что дан Фодио может способствовать началу широкомасштабного джихада.

## Война фулани

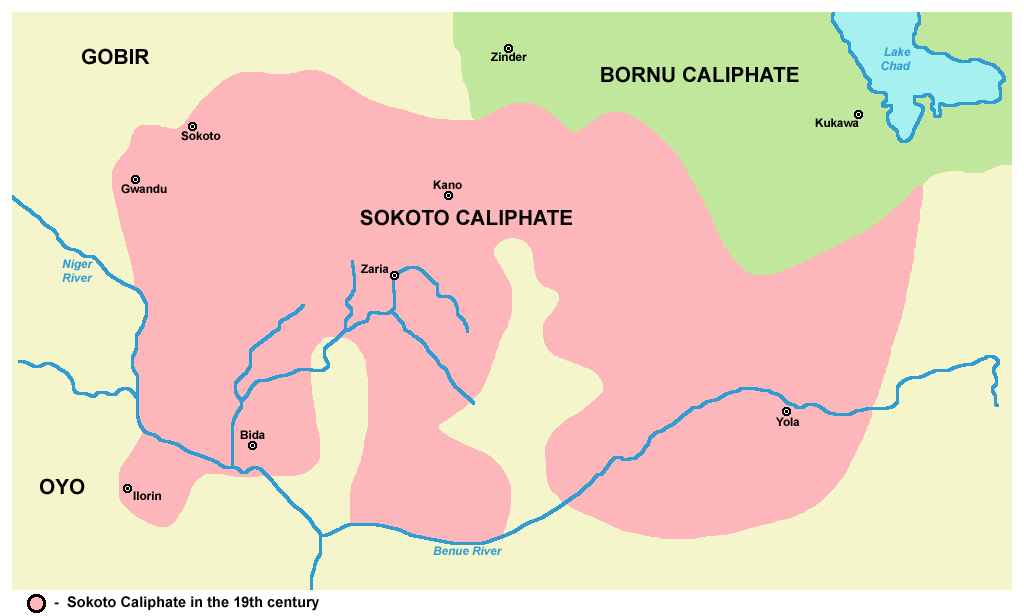
Территория халифата Сокото в начале XIX века

Осман дан Фодио был провозглашён амир аль-муминином (повелителем правоверных) в Гуду. Это сделало его политическим и религиозным лидером в регионе, что позволило ему объявить и проводить джихад, собрать армию и стать её командиром. В землях хауса началось крупномасштабное восстание. Главной силой восстания был народ фульбе (фулани), имевший значительное военное преимущество над другими за счёт своей сильной кавалерии. Также была широкая поддержка восстания со стороны крестьян-хауса, которые были обложены высокими налогами и угнетались своими правителями. Дан Фодио начал джихад против Гобира в 1804 году.
Коммуникации фулани в течение войны были проведены вдоль торговых путей и рек, впадающих в долину Нигера-Бенуэ, а также дельты и лагуны. Призыв к джихаду достиг не только других государств хауса, таких как Кано, Катсина и Зария, но и Борну, Гомби, Адамава, Нупе и Илорин. Во всех этих местах в том или ином количестве проживали алимы фульбе.
После всего лишь несколько лет войны фулани — в 1809 году — дан Фодио стал главой крупнейшего государства в Африке — империи Фулани. Его сын Мохаммед Белло и его брат Абдуллахи продолжали джихад и занимались административными вопросами. Дан Фодио создал эффективное правительство, основанное на исламском праве. В 1811 году он отошёл от власти и продолжил писать о праведном поведении в мусульманской вере. После его смерти в 1817 году его сын Мохаммед Белло стал преемником своего отца как амир аль-муминин и правителем халифата Сокото, бывшего в то время самым большим государством к югу от Сахары. Брат Усмана Абдуллахи получил титул эмира Гванду и был отправлен на покорение западных эмиратов, Нупе и Иллорина. Таким образом, все государства хауса, часть Нупе и Илорина, а также форпосты фульбе в Баучи и Адамаве оказались в составе единой политико-религиозной системы. Со времени Османа дан Фодио было двенадцать халифов — до британского завоевания в начале XX века.

## Религиозные и политические воззрения
Многие из фульбе под руководством Османа дан Фодио были недовольны тем, что правители хауса смешивают ислам с аспектами традиционных африканских религий. Осман создал теократическое государство со строгим следованием нормам ислама. В упомянутой выше книге он писал: «Что касается султанов, то они, несомненно, являются неверными, даже если они исповедуют исламскую религию, потому как они практикуют политеистические ритуалы, и отвращают людей от пути к Богу, и поднимают мирской флаг над знаменем ислама. Всё это — неверие в соответствии с консенсусом мнений».
Осман писал в своих книгах, что он понимал под недостатками и пороками африканских немусульманских или номинально мусульманских правителей. Некоторые из обвинений, выдвинутых им, были обвинения в коррупции на различных уровнях управления, наряду с несправедливостью в отношении прав простых людей. Осман также подвергал критике высокие налоги и препятствия, созданные для предпринимательства и торговли в правовой системе хауса.

## Творчество
Осман дан Фодио написал более 400 стихотворений на арабском, фульбе и хауса.